# C2c (英國)

意大利鐵路c2c公司（Trenitalia c2c Limited），常簡稱為c2c，是英國的一家鐵路客運公司，管理有25個車站，由意大利鐵路所有，運營自倫敦前往埃塞克斯郡部分地區的列車。該公司在倫敦的主要車站是芬喬奇街站。該公司原本由Prism Rail所有，在2000年被意大利鐵路收購。

## 外部連結
维基共享资源上的相關多媒體資源：C2c
- 官方网站
- Google Inc.  (地图). Google Inc.